# Raymond Cabaribère
Raymond Auguste Joseph Cabaribère, né le 12 février 1913 à Fourques (Pyrénées-Orientales) et tué au combat le 21 avril 1954, à Bần Yên Nhân, sur la route de Hanoï (Tonkin), est un militaire français.

## Biographie
Matricule 1350 au recrutement de Marseille, sortie de Saint-Cyr en 1934, plusieurs affectations dans des régiments d’infanterie, il est lieutenant au 162e Régiment d'Infanterie de Forteresse. sur la ligne Maginot en 1939, prisonnier en 1940, il rejoint les rangs de la Légion étrangère en 1946.

## La Légion étrangère
Après un premier séjour en Indochine avec le 2e régiment étranger d'infanterie, il sert au Sahara, à la 1re C.S.P.L.E.. Fin 1953, il est désigné pour effectuer un nouveau séjour en Extrême-Orient. Promu au grade de chef de bataillon, il reçoit le commandement du 2e bataillon du 3e régiment étranger d'infanterie, engagé au Laos, dans la région de Luang Prabang, Muong Khoua et Muong Saï, dont il assure la défense contre les infiltrations ennemies qui visent la capitale du royaume. Il est isolé du reste du régiment. 
Du 1er au 3 février, son bataillon tombe dans une embuscade tendue par une division du Viêt-minh qui se prépare à donner l’assaut sur Na San.

## Prisonnier du Viêt-minh
Fait prisonnier dans la région de Khang Khay par le Viêt-minh, le 3 février 1954, alors que submergés, les survivants de la compagnie de commandement du II/3e R.E.I. sabotent les derniers postes radio, il est conduit au centre de rassemblement des prisonniers européens de Yung Toi au Nord Laos. Le 8 février, occupé à piler le riz, il profite du passage d’un commissaire politique pour s’éloigner, puis disparaître dans un brouillard providentiel et s’enfonce rapidement dans la brousse. Il est recueilli le soir même par des partisans du maquis « Aréquier » avec qui, il avait précédemment opéré. Conduit au Tasseng, le chef local, il est impatient de retrouver son bataillon et de reprendre le combat. Conduit de cache en cache, se déplaçant toujours avec des montagnards amis éclairés par des gamins connaissant parfaitement toutes les pistes, le commandant arrive le 23 février, au P.C. (Poste de Commandement) du G.M.I., appellation officielle, du maquis installé en pleine nature. Ce maquis est dirigé par deux caporaux-chefs européens, leur chef blessé, ayant été évacué. Un message radio est envoyé à Vientiane. Une tentative de récupération par hélicoptère échoue car l’appareil ne peut se poser. L’attention des rebelles est attirée par cette opération et il faut se déplacer d’urgence. Le 24, dans l’après-midi, l’hélicoptère se pose sur une nouvelle D.Z.. Il rejoint la base de Phu Lu. Après cet accrochage sévère, le II/3e R.E.I., se rétablit rapidement.
Transporté au Tonkin, il est chargé de la sécurité d’une fraction de la route d'Hải Phòng à Hanoï, en butte aux incessantes attaques du Viêt-minh qui en sait l’importance capitale pour le ravitaillement de Diên Biên Phu.
Le 21 avril, une opération est montée dans la région de Bân Yên Nhâm. Le commandant Cabaribère, frappé d’une balle, reste à son poste jusqu’à ce qu’un éclat d’obus le tue.

## Hommages et décorations
Il est officiellement « Mort pour la France », décoré de la Légion d'honneur, Croix de guerre 1939-1945 et Croix de guerre des Théâtres d'opérations extérieurs avec palmes.
Son nom est inscrit sur le monument aux morts de Fourques et sur le monument aux morts de la Légion étrangère dans le « Carré des Légionnaires » à Puyloubier ainsi que sur le mur du souvenir de la nécropole nationale de Fréjus.
Le quartier qu’occupe le DLEM à Mayotte est baptisé officiellement le 13 novembre 1992 « Quartier Cabaribère » à l’occasion du 25e anniversaire de la présence de la Légion étrangère sur l’île de Mayotte.

## Lectures
Le commandant Cabaribère est cité dans de nombreux ouvrages :
- Ailes françaises au combat, témoignages vécus par Yvonne Pagniez « l'odyssée d'un commandant de la légion »[12]
- La revue des deux mondes 1954[13]
- Le livre d'or de la Légion étrangère: 1831-1976 par Jean Brunon, Georges R. Manue, Pierre Carles[14]
- Indochine, 1953-1954: les combats de l'impossible de René Bail[15]
- La France coloniale: . Retour à l'Hexagone de Pierre Montagnon[16]
- Histoire mondiale de l'après-guerre, Volume 2 de Raymond Cartier[17]